# 이집트 제29왕조
이집트 제29왕조는 이집트 제28왕조를 물리치고 등장한 왕조이다. 이 시기에 수도는 사이스에서 멘데스로 옮겨졌다.

## 역대 파라오
- 네파아루드 1세(기원전 399년 ~ 기원전 393년)
- 프삼무테스(기원전 393년)
- 하코르(기원전 393년 ~ 기원전 380년)
- 네파아루드 2세(기원전 380년)